# Drapetis plumea
Drapetis plumea är en tvåvingeart som beskrevs av Axel Leonard Melander 1918. Drapetis plumea ingår i släktet Drapetis och familjen puckeldansflugor. Inga underarter finns listade i Catalogue of Life.